# Tabi‘ at-tabi‘in
Les Tābi‘ at-Tābi‘īn (en arabe : تابع التابعين, en français : « suivants des suivants ») sont la génération qui suit les Tabi‘un (« suivants » [des compagnons (sahaba) de Mahomet]). 
La création de ce groupe de « successeurs des successeurs » s'inscrit dans un courant de structuration sociopolitique et illustre les tensions entre les groupes de croyants. « Ce processus débouche sur l'élaboration d'une véritable stratigraphie des croyants qui se traduit par la floraison d'un abondant corpus prosopographique, source de légitimité, sous la forme des tabaqat, à compter du IIIe/IXe siècle au plus tard ».

## Source et fonction
Selon un hadith rapporté par al-Bukhari, le Prophète déclara: « La meilleure des générations est celle dans laquelle j’ai été envoyée, puis ceux qui les suivent, et ceux qui suivent ces derniers… ». La génération du Prophète est celle des Compagnons, suivie par la génération des Tabi'un, à laquelle succède celle des Tabi' at-Tabi'in. L'ensemble de ces trois générations constituent les salaf (« ancêtres »). 
Cette définition des trois premières générations s'inscrit dans le processus de définition de l'orthodoxie par le courant sunnite. D'ailleurs, les faits et paroles des deuxième et troisième générations se retrouvent sous forme de hadiths et participent ainsi à l'élaboration de la sunna.

## Liste des Tabi‘ at-Tabi‘in
- 'Abd Ur Rahmân Al Awzâ'î (707-774 (88-158 A.H.))
- `Abd al-Rahman ibn Mahdi (d. 198 A.H.)[6]
- `Abdullah ibn ‘Awn (d. 151 A.H.)[6]
- 'Abdu Llâh Ibn Kullâb (d. 240 A.H.)
- `Abdullah ibn Muhammad ibn Abi Shayba (d. 235 A.H.)
- Abu Bakr ash-Shibli (247-334 A.H.)
- Abu Bakr ibn Ayyash (193 A.H.)[6]
- Abu Dawud (817-888 (202-275 A.H.))
- Abu `Ubayd al-Qasim ibn Sallam (d. 224 A.H.)
- Abou Yûsûf[Lequel ?] (733-798 (115-182 A.H.))[6]
- Ahmad ibn Hanbal (780-855 (164-241 A.H.))
- Al-`Amach (d. 148 A.H.)[6]
- Al-Fudayl ibn `Iyaad (d. 187 A.H.)[6]
- Al-Layth ibn as-Sa`d (d. 175 A.H.)[6]
- Al-Ma`mar ibn Rashid (d. 191 A.H.)[6]
- Al-Maturidi (d. 333 A.H.)
- An-Najjad (d. 348 A.H.)
- At-Tirmidhi (824-892 (209-279 A.H.))
- Dawud at-Ta'i (d. 160/165 A.H.)
- Hammad ibn Salama (d. 167 A.H.)[6]
- Hammad ibn Zayd (d. 179 A.H.)[6]
- Ibn Abi `Abla (b. 60+ A.H.)
- Ibn `Adi
- Ibn al-Majishun (d. 164 A.H.)[6]
- Ibn al-Mubarak (735-797 (118-181 A.H.))
- Ibn Qutayba (828-889 (213-276 A.H.))
- Ibn Wahb (742-818)[6]
- Ibrāhīm ibn Adham (d. 777 (160 A.H.))[6]
- Ja`far as-Sadiq (702-765 (83-148 A.H.))
- Junayd al-Baghdadi (830-910 (215-297 A.H.))
- Malik ibn Anas (710-795 (93-179 A.H.))
- Mou`afi ibn `Imran (d. 186 A.H.)[6]
- Mouhammad al-Bukhari (810-870 (194-265 A.H.))
- Muhammad ibn al-Hassan ash-Shaybani (d. 189 A.H.)
- Mouhammad ibn Idris ach-Chafi‘i (767-820 (150-204 A.H.))
- Muslim ibn al-Hajjaj (821-875 (202-261 A.H.))
- Nafisa at-Tahira (762-823 (145-208 A.H.))
- Sahnoun ibn Saïd ibn Habib at-Tanukhi (776-854 (160-240 A.H.))
- Sharik ibn `Abdillah (d. 177 A.H.)[6]
- Shu’ba ibn al-Hajjaj (d. 160 A.H.)[6]
- Sufyan al-Thawri (716-778 (97-161 A.H.))
- Sufyan ibn `Uyaynah (en) (725-815 (107-198 A.H.))
- Waki` ibn al-Jarra (d. 197 A.H.)[6]
- Yahya ibn Sa`id al-Qattan (d. 198 A.H.)[6]